# Língua erzia
A língua erzia (эрзянь кель, tr. erzänj kelj) é falada por cerca de 500 mil pessoas nas áreas norte, leste e nordeste da Mordóvia e regiões adjacentes, como o oblast de Nijni Novgorod, Chuváchia, oblast de Ulianovsk, oblast de Samara, oblast de Penza, oblast de Saratov, oblast de Oremburgo, Tartaristão, Bascortostão na Rússia. Uma diáspora da língua também se encontra na Armênia, Azerbaijão, Estônia, Cazaquistão, Quirguistão, Turcomenistão, Ucrânia e Uzbequistão. A língua é escrita com o alfabeto cirílico sem nenhuma modificação em relação ao usado pela língua russa usada nas demais áreas da Mordóvia. O erzia é língua cooficial junto como o russo e com o moksha da Mordóvia.

## Classificação
A língua pertence ao grupo das línguas mordóvicas, ramos das línguas urálicas e é relacionada com a Língua moksha, mas suas fonética, morfologia e vocabulário são diferentes.

## Fonologia

### Vogais
|         | Anterior | Central | Posterior |
| ------- | -------- | ------- | --------- |
| Fechada | i        | ɨ       | u         |
| Média   | e        |         | o         |
| Aberta  |          | a       |           |

Pares mínimos entre /i/ e /ɨ/ incluem:
- /viʃka/ "pequeno(a)" vs. /vɨʃka/ "antena"
- /mirnesʲ/ "o pequeno mundo" vs. /mɨrnesʲ/ "ela miou"
- /bɨznɨ/ "[uma mamangaba] zumbe" vs. /biznɨ/ "[um mosquito] trila", (ver Rueter 2010: 16, 59-60)

### Consoantes
|                |                | Labial | Alveolar | Alveolar | Post- alveolar | Palatal | Velar |
| plena          | Palatizada     | Labial |          |          | Post- alveolar | Palatal | Velar |
| -------------- | -------------- | ------ | -------- | -------- | -------------- | ------- | ----- |
| Nasal oclusiva | Nasal oclusiva | m      | n        | nʲ       |                |         | ŋ     |
| Plosiva        | Surda          | p      | t        | tʲ       |                |         | k     |
| Plosiva        | Sonora         | b      | d        | dʲ       |                |         | ɡ     |
| Africada       | Surda          |        | t͡s       | t͡sʲ      | t͡ʃ             |         |       |
| Fricativa      | surda          | f      | s        | sʲ       | ʃ              |         | x     |
| Fricativa      | Sonora         | v      | z        | zʲ       | ʒ              |         |       |
| Vibrantes      | Vibrantes      |        | r        | rʲ       |                |         |       |
| Aproximante    | Aproximante    |        | l        | lʲ       |                | j       |       |

O par mínimo entre /n/ e /ŋ/ inclui:
- /janga/ "ao longo do caminho (no nível de declinação, a alveolar  /n/ da raiz é retida antes do final de palavra "Ga" no caso prolativo )"  vs. /jaŋga/ "(forma co-negativa do verbo  'quebrar')"
- /jonks/ "bom (sujeito ou complemento de objeto em translativo "ks")" vs. /joŋks/ "direção, área", (ver Rueter 2010: 58)

## Escrita
Atualmente o erzia é escrito com o alfabeto cirílico da língua russa:
| А /a/ | Б /b/  | В /v/  | Г /ɡ/ | Д /d/   | Е /je/ | Ё /jo/ | Ж /ʒ/  | З /z/ | И /i/  | Й /j/  |
| К /k/ | Л /l/  | М /m/  | Н /n/ | О /o/   | П /p/  | Р /r/  | С /s/  | Т /t/ | У /u/  | Ф /f/  |
| Х /x/ | Ц /t͡s/ | Ч /t͡ʃ/ | Ш /ʃ/ | Щ /ʃt͡ʃ/ | Ъ /-/  | Ы /ɨ/  | Ь /◌ʲ/ | Э /e/ | Ю /ju/ | Я /ja/ |

A versão da escrita erzia anterior a 1929 incluía a letra adicional Ҥ (Ҥ ҥ) em algumas publicações, (cf. Evsevyev 1928).
| А /a/  | Б /b/  | В /v/ | Г /ɡ/   | Д /d/ | Е /je/ | Ё /jo/ | Ж /ʒ/ | З /z/  | И /i/  | Й /j/ | К /k/ |
| Л /l/  | М /m/  | Н /n/ | нг /ŋ/  | О /o/ | П /p/  | Р /r/  | С /s/ | Т /t/  | У /u/  | Ф /f/ | Х /x/ |
| Ц /t͡s/ | Ч /t͡ʃ/ | Ш /ʃ/ | Щ /ʃt͡ʃ/ | Ъ /-/ | Ы /ɨ/  | Ь /◌ʲ/ | Э /e/ | Ю /ju/ | Я /ja/ | ä /æ/ | ə /ə/ |

O alfabeto latino foi oficialmente aprovado pelo governo Krai de Nizhne-Volzhskiy Kray em 1932, mas nunca foi usado  realmente.
a в c ç d ә e f g y i j k l m n o p r s ş t u v x z ƶ ь

## Amostra de texto
Мордовиясо 28 ноябрянь чистэ карми комсьвейксэце Государственной Собраниянь сессия. Кода мерсть РИА "Инфо-РМ", понедельникстэ депутатонь Государственного собрания заседаниянь советсэ анокстызь повестканть.
transliterção- Mordoviâso 28 noâbrânʹ čistè karmi komsʹvejksèce Gosudarstvennoj Sobraniânʹ sessiâ. Koda merstʹ RIA "Info-RM", ponedelʹnikstè deputatonʹ Gosudarstvennogo sobraniâ zasedaniânʹ sovetsè anokstyzʹ povestkantʹ.